# Eberhard Jurgalski
Eberhard Jurgalski (* 8. November 1952 in Salzgitter) ist ein deutscher Berg-Chronist und Buchautor. Er ist hauptsächlich bekannt für das Sammeln von Informationen, die sich auf die Achttausender – also die Berge mit einer Höhe von über 8000 Metern – und ihre Besteigungen beziehen. Diese veröffentlicht er auf seiner Internetseite 8000ers.com. Daneben beschäftigt er sich unter anderem mit der systematischen Erfassung von Bergen anhand topografischer Kriterien.
Jurgalski lebt im badischen Lörrach. Obwohl er das Gebirge selbst nie gesehen hat, wird er zu den weltweit führenden Himalaya-Chronisten gezählt. Er ist Verfasser einer umstrittenen These, die definiert, welcher Bergsteiger als erster Besteiger aller 14 offiziell als 8000er klassifizierten Berge zu gelten hat.

## Leben

### Achttausender-Chroniken
Seit 1981 sammelt Jurgalski Daten und Fakten über die zentralasiatischen Hochgebirge, vornehmlich über die aneinandergrenzenden Systeme Himalaya und Karakorum, wo sich alle Achttausender befinden. Ab 1982 arbeitete er mit dem Schweden Anders Bolinder zusammen, der als einer der besten Kenner der hochasiatischen Berge galt. Bolinder hatte seinerseits mit dem deutschen Himalaya-Experten Günter Dyhrenfurth bis zu dessen Tod 1975 zusammengearbeitet; schon ab dem Wechsel Dyhrenfurths in den Ruhestand 1969 hatte er Teile seiner Arbeiten fortgeführt. Nach dem Tod Bolinders im Jahr 1987 setzte Jurgalski die Datensammlung fort und begann damit, Fakten über die Berge in Himalaya und Karakorum sowie deren Besteigungen in eine Datenbank zu übertragen. Er kombinierte die Informationen mit denen anderer Chronisten, beispielsweise aus den Veröffentlichungen des American Alpine Club. Seit 1997 steht bzw. stand er dazu in engem Kontakt zu anderen Chronisten wie Xavier Eguskitza und Elizabeth Hawley. Sie ergänzen und korrigieren sich gegenseitig.
Auf der Internetseite 8000ers.com stellt Jurgalski die Achttausender vor. Hier veröffentlicht er Daten und Fakten über diese Berge, darunter aktuelle Nachrichten und Statistiken zu deren Besteigungen. Anders als seine Kollegin Hawley, die nur Expeditionen im Himalaya erfasst, veröffentlicht Jurgalski auch Informationen zu Besteigungen im Karakorum. Darüber hinaus werden auf der Internetseite beispielsweise die Seven Summits behandelt.
Im Juli 2022 erfuhr die Veröffentlichung seiner bereinigten Liste nur der Höhenbergsteiger, die alle 14 Achttausender zweifelsfrei und nachweislich bestiegen haben, ein großes Medienecho und sorgte darüber hinaus für eine Kontroverse hinsichtlich der Frage, wann ein Berg tatsächlich als bestiegen gilt. Jurgalski vertritt dabei den Standpunkt, dass nur derjenige als Besteiger eines Berges geführt werden darf, wenn er dessen absolut höchsten Punkt erreicht hat. Dies hätte für die Historie des Höhenbergsteigens gravierende Auswirkungen, da demnach einige Rekordhalter nicht nachweislich den höchsten Punkt erreicht haben sollen, wie z. B. Reinhold Messner den der Annapurna.

### Systematische Erfassung von Bergen
Neben der Arbeit als Chronist bemüht sich Jurgalski auch um die Einteilung der Berge und hierbei insbesondere um die orografische Frage, wann ein Berg als solcher zu qualifizieren ist, und wann es sich stattdessen nur um einen Nebengipfel handelt. Die Einteilung der Berge nach Entfernungs-Dominanz und Schartenhöhe kritisiert er, da Flüsse hier nicht berücksichtigt werden. Er ist der Meinung, dass die Berge genauer als nur in Haupt- und Nebengipfel unterteilt werden sollten, und hat ein System entworfen, mit dem die Berge genauer und gerechter eingeteilt werden sollen. In Heft 39 der Wissenschaftlichen Alpenvereinshefte wurde diese Systematik als zukunftsweisende Möglichkeit beschrieben.

## Publikationen
- Richard Sale, Eberhard Jurgalski, George Rodway: On Top of the World: The New Millennium. Snowfinch Publishing, Cheltenham 2012. ISBN 978-0-9571732-0-0
- (auf Deutsch) Richard Sale, Eberhard Jurgalski, George Rodway: Herausforderung 8000er: die höchsten Berge der Welt im 21. Jahrhundert. Tyrolia-Verlag, Innsbruck/Wien 2013. ISBN 978-3-7022-3294-8